# Haemalea lophopleura
Haemalea lophopleura es un género de polillas perteneciente a la familia Geometridae, descritos por primera vez por Louis Beethoven Prout en 1823. Se encuentra distribuido por Honduras y probablemente Belice. Tiene gran parecido con la especie de Surinam, Haemalea delotaria.